# بيير نيكولا برونيه
بيير نيكولا برونيه (بالفرنسية: Pierre Nicolas Brunet)‏ هو كاتب مسرحي فرنسي، ولد في 1733، وتوفي في 4 نوفمبر 1771.